# Cueva de Biserujka
Cueva de Biserujka es una cueva ubicada a 6 km al noreste de Dobrinj, en el pueblo de Rudine, por encima de la bahía de Slivanjska, en la isla de Krk, Croacia.
Una casa de piedra indistinguible en medio de un paisaje kárstico desnudo esconde la entrada a una cueva de 12 m bajo la superficie. Aunque no es muy larga si se compara con otras cuevas, con solo 110 m de profundidad, la cueva Biserujka tiene todo lo que es característico de los fenómenos kársticos. Tiene un montón de características típicas, tales como estalactitas y estalagmitas, y también una galería o pasillo, que es adecuado para la celebración de conciertos. Sin embargo, debido a la baja temperatura, alrededor de 13 °C, la gente no puede soportar estar allí durante largos períodos de tiempo, de modo que solo piezas musicales cortas se pueden tocar. Desde 1998, la cueva se ha adecuado para el turismo y los anfitriones pueden tomar grupos de 25 personas a la vez.